# Калвадос
 Тази статия е за департамента във Франция.  За напитката вижте Калвадос (напитка).  
Калвадо̀с (на френски: Calvados) е департамент в регион Нормандия, северозападна Франция. Граничи с департаментите Йор на изток, Орн на юг и Манш на запад, а на север опира в бреговете на Ла Манша. Образуван е през 1790 година от част от дотогавашната провинция Нормандия. Площта му е 5548 km², а населението – 694 551 души (2016 г.). Административен център е град Кан.

## Забележителности
- Бенувил – замък, построен по поръчка на маркиз дьо Ливри през 1769 г.